# رومانسية (فن)
الرومانسية وتُعرف أيضا باسم الرومانتيكية أو الإبداعية (بالإنجليزية: Romanticism) (بالفرنسية: Romantisme) هي حركة فنية أدبية وفكرية نشأت في فرنسا أواخر القرن الثامن عشر للميلاد، وسرعان ما راجت في بلدان أوروبية أخرى وبخاصة إنجلترا وألمانيا وإسبانيا حتى وصلت لذروتها في الفترة ما بين 1800-1840. ظهرت الحركة كرد فعل ضد الثورة الصناعية، كما كانت تعتبر ثورة ضد الأرستقراطية والمعايير الاجتماعية والسياسية في عصر التنوير. تجسدت الثورة بقوة في الفنون البصرية، الموسيقى، والأدب، وكان لها تأثير بالغ على التأريخ، التعليم، العلوم الطبيعية وتأثير كبير ومعقد على السياسة، ففي الوقت الذي وصلت فيه الحركة الرومانسية إلى ذروتها كان هنالك ارتباط وثيق مع الليبرالية والراديكالية وكان تأثيرها واضحاً على نمو القومية لدى الشعوب.
تؤكد الرومانسية بأن قوة المشاعر والعواطف والخيال الجامح هي المصادر الحقيقية والأصيلة للتجارب الجمالية، مع التركيز على شتى العواطف الإنسانية مثل الخوف والرعب والهلع والألم، لذا أسهمت في رفع شأن الفنون الشعبية والتقليدية إلى درجة اسمى، وجعلت منها فنوناً مرغوبة (كما في الموسيقى الارتجالية)، كما أنها جعلت من الخيال الفردي سلطة ناقدة، مما أسهم بالتحرر من أفكار المدارس الكلاسيكية والعقلانية المثالية والتي سعت لرفع شأن القرون الوسطى والإخلاص لها من خلال فرض قواعد وقيود على جميع أشكال الفنون لتوحي بأنها فنون قروسطية أصيلة في محاولة منها للهرب من النمو السكاني والزحف العمراني.

## أصل التسمية
الرومانتيكية، الرومانسية أو الرومانطيقية، كفن، تشتق من المصطلح الفرنسي رومان (بالفرنسية: roman) والتي تعني رواية، وأول ظهور موثق لهذا المصطلح يرجع إلى جيمس بوزويل في منتصف القرن الثامن عشر، واستخدمه وهو يشير إلى جزيرة كورسيكا. يشير هذا المصطلح إلى الأشياء والأماكن التي يعجز وصفها بالكلمات. ويذهب البعض إلى أنها مشتقة من لفظة «رومانيوس» التي أطلقت على اللغات والآداب المتفرعة عن اللغة اللاتينية القديمة، التي كانت تعد في القرون الوسطى لهجات للغة روما القديمة، ولم تعتبر لغات وآداباً فصيحة إلا ابتداء من عصر النهضة، حيث أخذت هذه اللغات مكانها لغات ثقافة وعلم وأدب. وقد اختار الرومانسيون «الرومانسية» - وهي إحدى لهجات سويسرا - عنواناً لمذهبهم وحركتهم، وتعبيراً عن معارضتهم لسيطرة الثقافة اليونانية والثقافة اللاتينية على لغتهم وآدابهم القومية. وعرفت «الرومانسية» بالابتداعية أو الإبداعية بسبب أنها تعد ابتداعاً في المذهب الكلاسيكي، وتقويضاً لمبادئه وأركانه.

## تاريخ
وكانت البلاد الفرنسية المهد الأول للرومانسية وللكلاسيكية، ولجميع المذاهب الأدبية والمناحي الفكرية حتى قيل: «إن فرنسا معامل أفكار لأوروبا»، ومما لا شك فيه أن الفرنسيين يمتازون بالعقول المتزنة والأفكار المنطقية الواضحة، وهذا مما يلائم المبادئ الكلاسيكية، على العكس من الإنجليز والألمان، إذ يتميزون بتشعب العواطف والغموض، والخيال الجامع الواسع الفضفاض. أما الظروف التي نشأت فيها الرومانسية في فرنسا، ودعت إليها فما تقلبت فيه البلاد الفرنسية من أحوال سياسية واجتماعية واقتصادية، كونت لدى الفرنسيين تلك الحالة النفسية، والتمزق الداخلي والتغني بالآلام الفردية التي هي من مميزات الرومانسية.
ولعل من عوامل نشوء الرومانسية في فرنسا ما كان من هجرة بعض كبار كتباها إلى إنجلترا وألمانيا إثر قيام الثورة الفرنسية سنة 1789م، وتأثرهم بآداب تلك البلاد ومعطياتها الفكرية والثقافية، مما جعلهم يصدرون عن وحيها بكل حماسة وإعجاب. كتلك الحماسة التي أظهرها شاتوبريان (1768-1848)، عندما عاد من مهجره في إنجلترا، وتسنى له أن يترجم إلى الفرنسية «الفردوس المفقود» لجون ملتون، وكذلك الإعجاب الذي أبدته مدام دي ستايل (1766-1817)، حينما عادت من منفاها ألمانيا بهذا الأسلوب الجديد الساري في أدب الشمال، إذ قالت: «شعر أهل الشمال يناسب تفكير الأمم الحرة أكثر مما يناسبها شعر الإغريق». وكتبت دي ستايل عن ألمانيا كتاباً فريداً، أشادت فيه بالروح الألمانية، وعرفت فيه الفرنسيين بروائع الأدب الألماني الغارق في الرومانسية، وتعتبر دي ستايل من الرواد الأوائل لنشوء الرومانتيكية.
وإذا تجاوزنا الأسباب المباشرة لحدوث الرومانسية فإننا نجد كاتبين وفيلسوفين كبيرين أثرا في الحياة العقلية والأدبية الأوروبية، وإن كان هذا التأثير بعيداً عن محيط الرومانسية، ولكنه ـ على كل حال ـ ساعد على تمهيد أرض صلبة لنشوئها. وهذان الفيلسوفان هما: جان جاك روسو (1722-1778)، وفولتير (1649-1778).
أما روسو فقد دعا إلى العودة إلى الطبيعة والحياة الفطرية، إذ إن أطماع الإنسان قد تطورت بتطور المجتمع، وأحس أنه في مجتمع يفرض عليه تبادل المصالح مع الآخرين، ومن شأن هذا أن يكوِّن في نفسه الأثرة وحب الذات والامتلاك والحرص، ولقد كان الإنسان الفطري البدائي سعيداً في حياته، وفي معيشته، آمناً في كوخه، لا يحمل لغيره من الناس إلا الخير والحب، وروسو هو صاحب المبدأ التربوي المشهور «علينا أن نترك الطفل يدرج وحده في الطبيعة ليكتسب خبراته بنفسه»، وكتابه «أميل» إنما هو شرح لهذا المبدأ.
وأما فولتير، فإنه نشر في أوروبا كلها أدب شكسبير "1564-1616"، ونوه به، وهو أدب متحرر من النظام الإغريقي في بناء المسرحيات، على الرغم من أن شكسبير عاش في عصر الكلاسيكية، ولكنه لم يلتزم بمبادئها وأصولها، بل اعتمد على نفسه وخبرته في تكوين مسرحه، واستطاعت عبقريته أن تسعفه في ذلك، حيث أهلته للنجاح الباهر المنقطع النظير. وبالطبع لم يعتنق فولتير جميع آراء شكسبير ويأخذ بها كلية، ولكنه اختار ما يلائم طبعه في تجديد الأدب الفرنسي، ولا شك أن لهذا التجديد أثراً في اهتزاز قيمة المذهب الكلاسيكي. ولم يكن فولتير ناقلاً لآراء شكسبير فقط، وإنما كان - بالإضافة إلى هذا - ناقداً اجتماعياً جريئاً في نقده، حتى إنه انتقد صكوك الغفران ورجال الكنيسة، وقد عرض فولتير آراءه في المسرحيات التي ألفها، وكانت سبباً لتهيئة الجو الملائم للرومانسية.
كذلك أخذ بعض الفلاسفة - غير هذين - يمهدون لهذا المذهب ويبشرون بعالم أفضل من أمثال الفيلسوف الفرنسي ديدرو (1713-1784)، والفيلسوف الألماني كانت (1724-1804)، ولا شك أيضاً أن هؤلاء الفلاسفة أثروا في الأدب ونقده، حينما خالفوا أفلاطون في نظريته المشهورة «المثل». ومن متممات البحث أن أشير إلى أن هؤلاء الفلاسفة قد انصرفوا في أبحاثهم الفلسفية إلى سبر طبيعة الجمال وحقيقته وعلاقته بالمتعة، والفرق بين الجميل والنافع، واستطاعوا أن يحددوا نظرياتهم وآراءهم نحو الجمال، ثم أتى فلاسفة بدأوا من حيث انتهى أولئك، وفي مقدمتهم الفيلسوف الألماني الرومانتيكي نيشته (1844-1900)، والفيلسوف الألماني شوبنهور (1788-1860)، الذي زرع فلسفة التشاؤم.
ويجب أن نأخذ بعين الاعتبار أن تلك الأسباب المباشرة، وغير المباشرة لم تصنع بين عشية وضحاها الظروف التي نبتت فيها الرومانسية حتى غدت مذهباً أدبياً قائماً بذاته، كما أن تلك المؤثرات الإنجليزية والألمانية التي أشرنا إليها من قبل، لا تستطيع وحدها تشييد صرح الرومانسية لو لم تتضافر ظروف الحياة في فرنسا لتهيئة الحالة النفسية التي تصدر منها الرومانسية. ولا شك أنه وجد في فرنسا عدد من الأدباء الناشئين استجابوا لنداء هذه الأحداث، وكانوا الانطلاقة للرومانسية. ولم تقيد الرومانسية نفسها بأصول ومبادئ فنية، كما حدث مثلاً في الكلاسيكية، إلا أنها قد بلورت بطريقة عفوية تلقائية بعض الاتجاهات التي أصبحت فيما بعد من مميزاتها من مثل «مرض العصر»، ويطلقونه على تلك الحالة النفسية الناتجة من عجز الفرد من التوفيق بين القدرة والأمل و«اللون المحلي»، ويقصدون به محاربة الاتجاه الإنساني السائد في الكلاسيكية و«الخلق الشعري»، حيث قرر الرومانسيون أن الأدب ليس محاكاة للحياة وللطبيعة كما تذهب الكلاسيكية، بل خلقاً، وأداة الخلق هي الخيال المبتكر، مع ذكريات الماضي وأحداث الواقع الراهن وإرهاصات المستقبل. وكان من نتيجة ذلك ظهور اتجاهات متعددة في الرومانسية، إذ توغلت في العقيدة والأخلاق والفلسفة والتاريخ والفنون الجميلة. تجلت في نظرية الإنسان الأعلى (السوبرمان) عند نيتشة (1844-1900) ونظرية الوثبة الحيوية عند برغسون (1859-1941).

## الخصائص الأساسية
وتعد الرومانسية، ثورة على العقل وسلطانه، وعلى الأصول والقواعد السائدة في الكلاسيكية كافة، وبعبارة أوسع وأشمل، كانت الرومانسية تهدف إلى التخلص من سيطرة الآداب الإغريقية والرومانية، وتقليدها ومحاكاتها، وبخاصة حينما أخذت أقطار أوروبا تأخذ نفسها نحو الاستقلال في اللغة والأدب والفكر. كما قال الرسام الألماني الرومانسي كاسبر ديفيد فريدريش: «إن مشاعر الفنان هي قوانينه الخاصة (The artist's feeling is his law)»
وفي الواقع لم تكن الرومانسية ثورة على الآداب الإغريقية واللاتينية والكلاسيكية فحسب، وإنما كانت أيضاً ثورة على جميع القيود الفنية المتوارثة، واعتبرت هذه القيود، قيودًا ثقيلة حدت من تطور الأدب وحيويته، وتعبيراً عن طابع العصر، وثقافة الأمة وتاريخها. لقد غلبت على الرومانسيين نزعة التمرد على هذه القيود التي التزمها الكلاسيكيون، فدعوا إلى التخلص من كل ما يكبل الملكات، ويقيد الفن والأدب، ويجعلهما محاكاة جامدة لما اتخذه اليونان واللاتين من أصول، لتنطلق العبقرية البشرية على سجيتها دون ضابط لها سوى هدي السليقة وإحساس الطبع. حيث كان الأدب الكلاسيكي يعد أدب العقل والصنعة الماهرة وجمال الشكل، والمواضيع الإنسانية العامة، واتباع الأصول الفنية القديمة. فجاءت الرومانسية لتشيد بأدب العاطفة والحزن والألم والخيال والتمرد الوجداني، والفرار من الواقع، والتخلص من استعباد الأصول التقليدية للأدب.
ويمكن إجمال هذه الأفكار والمباديء فيما يلي:
- الذاتية أو الفردية: وتعد من أهم مبادئ الرومانسية، وتتضمن الذاتية عواطف الحزن والكآبة والأمل، وأحياناً الثورة على المجتمع. فضلاً عن التحرر من قيود العقل والواقعية والتحليق في رحاب الخيال والصور والأحلام.
- التركيز على التلقائية والعفوية في التعبير الأدبي، لذلك لا تهتم الرومانسية بالأسلوب المتأنق، والألفاظ اللغوية القوية الجزلة.
- تنزع بشدة إلى الثورة وتتعلق بالمطلق واللامحدود.
- الحرية الفردية أمر مقدس لدى الرومانسية، لذلك نجد من الرومانسيين من هو شديد التدين مثل شاتوبريان ونجد منهم شديد الإلحاد مثل شيلي. ولكن معظمهم يتعالى على الأديان والمعتقدات والشرائع التي تُعد بالنسبة لهم قيوداً.
- الاهتمام بالطبيعة، والدعوة بالرجوع إليها حيث فيها الصفاء والفطرة السليمة، وإليها دعا روسو.
- فصل الأدب عن الأخلاق، فليس من الضروري أن يكون الأديب الفذ، فذّ الخُلق. ولا أن يكون الأدب الرائع خاضعاً للقوانين الخُلُقية.
- الإبداع والابتكار القائمان على إظهار أسرار الحياة من صميم عمل الأديب، وذلك خلافاً لما ذهب إليه أرسطو من أن عمل الأديب محاكاة الحياة وتصويرها.
- الاهتمام بالمسرح لأنه هو الذي يطلق الأخيلة المثيرة التي تؤدي إلى جيَشان العاطفة وهيجانها.
- الاهتمام بالآداب الشعبية والقومية، والاهتمام باللون المحلي الذي يطبع الأديب بطابعه، وخاصة في الأعمال القصصية والمسرحية.

## الرومانسية في الأدب
نحن لا نستطيع أن نلم باتجاهات الرومانسية ومميزاتها وسماتها، إلا إذا اطلعنا على روائع الرومانسيين من أمثال آثار فكتور هوغو، والفريد دي موسيه، ولا مارتين، وورد زوورث، وكولردج، وبايرون، وشيلي Shelley، وكيتس.

### الأدب الفرنسي
هنالك قصيدة للشاعر الفرنسي إلفريد دي موسيه أجمع النقاد على أنها من روائع الرومانسية، وهي بعنوان «ليلة أكتوبر»، وتجري علي صورة حوار بينه وبين ربة الشعر حول تجربة حقيقية عاشها الشاعر بكل أبعادها، وقاسى منها آلاماً مرة في حب عاثر، هو حبه للكاتبة الفرنسية «جورج صاند»، التي سافر معها إلى مدينة البندقية بإيطاليا، وهناك سقط مريضاً، وعاده طبيب إيطالي وقعت جورج صاند في حبه، وهجرت صاحبها الشاعر المريض الذي عاد إلى باريس كسير القلب، محطم الأعصاب، وفي خلال تلك المحنة القاسية على قلبه أتته ربة الشعر «الإلهام» حيث جرى بينها وبينه حوار نقتطف منه ما يأتي (2):
- الشاعر: لقد تبدد الألم الذي أضناني، كما تتبدد الأحلام حتى لتشبه ذكراه البعيدة ما يبعث الفجر من ضباب خفيف يتطاير وندى الصباح.
- ربة الشعر: مابك إذن يا شاعري؟ ما هذا الألم الخفي الذي أقصاك عني، حتى ما أزال أشقى به؟ ما هذا الألم الذي خفي عني وإن طال ما أبكاني؟
- الشاعر: كان ألماً مبتذلاً مما يصيب الجميع. ولكننا نحسب دائماً - لخبلنا الجدير بالرحمة - أن ما يتسرب إلى قلوبنا من ألم لم يتسرب مثله إلى قلب أحد سوانا.
- ربة الشعر: لا.. مافي الألم من مبتذل إلا ألم نفس مبتذلة، دع - عزيزي - هذا السر ينطلق من فؤادك.. افتح لي نفسك، وتكلم واثقاً من أمانتك، فإن الصمت أخ للموت. ولكم شكى متألم ألمه فتعزى عنه، ولكم نجى القول قائله من وخزات الضمير!

من الأدباء والمفكرين الفرنسيين الذين اتخذوا المدرسة الرومانسية في كتاباتهم:
- جان جاك روسو (1712-1788): مفكر وأديب يعد رائد الرومانسية الحديثة.
- شاتوبريان (1768-1848): كاتب يعد من رواد المذهب الذين ثاروا على الأدب اليوناني القائم على تعدد الآلهة.
- بودلير (1821-1867): وقد اتخذ المذهب الرومانسي في عصره شكل الإلحاد بالدين.

### الأدب الإنجليزي
مجموعة من الشعراء الإنكليز، امتازوا بالعاطفة الجياشة والذاتية والغموض رغم أنهم تغنوا بجمال الطبيعة وهم :
- توماس جراي (1716-1771)
- وليم بليك (1757-1827)
- شيلي (1762-1822)
- جون كيتس (1795-1821)
- بايرون (1788-1824)

### الأدب الألماني
جاء التأثير وبوادر الحركة الرومانسية في ألمانيا في وقت مبكر من خلال رواية آلام فرتر في عام 1774 للألماني يوهان فولفغانغ فون غوته، والتي كان بطل الرواية له أثر بالغ على الشباب في جميع أنحاء أوروبا، وهو فنان شاب صاحب مزاج حساس جدا وشديد العاطفة. في ذلك الوقت كانت ألمانيا عبارة عن دول صغيرة منفصلة، وأعمال غوته كان لها تأثير بارز في تنمية الحس القومي لتوحيد هذه الدول. وجاء تأثير آخر من الفيلسوفان جوهان جوتليب فيخته وشيلينج بجعل مدينة جينا مركزا للرومانسية الألمانية في وقت مبكر.
- غوته (1749-1832): مؤلف روايتي آلام فرتر عام 1774، وفاوست التي تظهر الصراع بين الإنسان والشيطان.
- شيلر (1759-1805): ويعد أيضاً من رواد المذهب.

### الأدب العربي
إن مدرسة الديوان ممثلة في زعمائها الثلاثة : عباس محمود العقاد، وإبراهيم المازني، وعبد الرحمن شكري، صدرت في نقدها لمسرحيات شوقي وشعره ونثر المنفلوطي من الرومانسية ومبادئها وتعاليمها، وتأثرت هذه المدرسة أكثر مما تأثرت بالرومانسية في الأدب الإنجليزي. وصدى لهذه المدارس الأدبية في أدبنا العربي الحديث، لمعت نجوم لامعة في سماء الشعر الرومانسي الرقيق الحالم من أمثال:
- الدكتور إبراهيم ناجي، صاحب دواوين: الطائر الجريح، وليالي القاهرة، ووراء الغمام.
- علي محمود طه في الملاح التائه، وليالي الملاح التائه.
- أبي القاسم الشابي
- صالح جودت
- ميخائيل نعيمة
- خليل مطران
- عمر أبو ريشة (1910-1990م)
- جبران خليل جبران

#### الرومانسية في الإسلام
ومن وجهة النظر الإسلامية فإن أي تيار أدبي لا بد أن يكون ملتزماً بالدين والأخلاق كجزء من العقيدة، وإذا كانت ملازمة الحزن والتعبير عنه لها سلبيات كثيرة، فإن الإسلام يتطلب من معتنقيه مواجهة الظروف التي يتعرضون لها بشجاعة والتسليم بقضاء الله وتلمس الأسباب للخروج من الأزمات دون يأس أو إحباط، وكل إنسان مسئول عن تصرفاته ومحاسب عليها بين يدي الله، طالما كان يملك أهلية التصرف، أما المكره فهو معذور وتسقط عنه الأوزار فيما يرتكبه قسراً، ولكنه لا يعذر في التعبير الحر عما ينافي العقيدة ويتعارض معها.

## الرومانسية الجديدة
انحسرت الرومانسية في مطلع القرن العشرين عندما أعلن النقاد الفرنسيون هجومهم عليها - وذلك لأنها تسلب الإنسان عقله ومنطقه - وهاجموا روسو الذي نادى بالعودة إلى الطبيعة. وقالوا: لا خير في عاطفة وخيال لا يحكمهما العقل المفكر والذكاء الإنساني والحكمة الواعية والإرادة المدركة.
وكان من نتيجة ذلك نشوء الرومانسية الجديدة ودعوتها إلى الربط بين العاطفة التلقائية والإرادة الواعية في وحدة فكرية وعاطفية، ومن ثم نشأت الرومانسية الجديدة حاملة معها أكثر المعتقدات القديمة للرومانسية. وقد اعتنق كثير من الحداثيين الرومانسية بل عدها بعضهم أحد اتجاهات الحداثة.